# Kasimir
Kasimir, auch Casimir geschrieben, ist ein männlicher Vorname und Familienname. Als Vorname ist er im deutschen Sprachraum selten geworden.

## Herkunft und Bedeutung
Der Name ist polnischer Herkunft. Es gibt dazu mehrere etymologische Deutungen: Der Namensbestandteil mir lässt sich von dem altslawischen Wort mir (russisch Мир „Frieden“ oder „Welt“) herleiten. Der Bestandteil kasi deutet auf das Wort kazać für „stiften“ oder „befehlen“. Damit bedeutet Kasimir „Friedensbringer“.
Laut anderen Deutungen, die wesentlich seltener sind, bedeutet es möglicherweise kazić für „zerstören“.

## Namenstag
Namenstag ist der 4. März. Namenspatron ist der heilige Kasimir von Polen (1458–1484), Schutzpatron von Polen und Litauen und Schutzpatron der Jugend.

## Varianten
- Kazimierz (polnisch)
- Kazimieras, Kazys (litauisch)
- Kazimirs (lettisch)
- Kazimír (tschechisch und slowakisch)
- Kazimir (slowenisch)
- Kázmér (ungarisch)
- Kazimiro (esperanto)
- Казимир (russisch und ukrainisch)
- Casimir (französisch und englisch)
- Casimiro (spanisch und portugiesisch)
- Casimiero, Cazimiro (italienisch)

## Bekannte Namensträger

### Herrscher
- Kasimir (Brandenburg-Kulmbach), Herzog (1481–1527)
- Kasimir I. (Kujawien), Herzog (1211–1267)
- Kasimir I. (Masowien), Herzog (1233–1267)
- Kasimir I. (Oppeln-Ratibor), Herzog (1178/1179–1229/30)
- Kasimir I. (Pommern), Herzog (1156–1180)
- Kasimir I. (Warschau) (* 1320 bis 1331; † 1355), Herzog in Masowien
- Kasimir I. Karl, Herzog (1015–1058)
- Kasimir I. (Teschen), Herzog (1314/15–1358)
- Kasimir I. (Teschen-Auschwitz), Herzog (1410–1434)
- Kasimir II. (Kujawien) (* zwischen 1265 und 1265; † 1294), polnischer Herzog
- Kasimir II. (Masowien), Herzog (1468–1490)
- Kasimir II. (Oppeln-Beuthen), Herzog (1281/82–1312)
- Kasimir II. (Polen), Herzog (1138–1194)
- Kasimir II. (Pommern), Herzog (1202–1219/1220)
- Kasimir II. (Teschen), Herzog (1468–1528)
- Kasimir III., Kastellan von Kolberg, siehe Kasimir († vor 1281)
- Kasimir III. (Kujawien) (um 1280–1347), Herzog von Kujawien
- Kasimir III. (Polen) (1310–1370), König von Polen
- Kasimir III. (Cosel) (um 1312–1347), Herzog von Beuthen-Cosel
- Kasimir III. (Pommern) (um 1351–1372), Herzog von Pommern-Stettin
- Kasimir IV. Jagiełło, König (1427–1492)
- Kasimir IV. (Pommern) (~1345–1377), Herzog von Pommern-Stolp
- Kasimir V. (Pommern) (nach 1380–1435), Herzog von Pommern-Stettin
- Kasimir VI. (Pommern) (1557–1605), Herzog von Pommern, Bischof von Cammin
- Kasimir († um 1220), Kastellan von Kolberg
- Kasimir (Lippe-Brake) (1627–1700), Graf zu Lippe-Brake

- Johann II. Kasimir, König (1609–1672)
- Friedrich Casimir

### Kleriker
- Heiliger Kasimir, (1458–1484)
- Kasimir Friedrich von Rathsamhausen (Ordensname Leodgar von Rathsamhausen; 1698–1786), Fürstabt des Klosters Murbach

### Musiker
- Kasimir1441, Deutschrapper

### Vorname

#### Form Casimir
- Casimir von Arx (Politiker, 1852) (1852–1931), Schweizer Politiker, erster Verwaltungsratspräsident der Schweizerische Bundesbahnen
- Casimir von Arx (Politiker, 1981) (* 1981), Schweizer Politiker (glp), Mitglied des Grossen Rats des Kantons Bern
- Casimir Delavigne (1793–1843), französischer Dichter
- Casimir Folletête (1833–1900), Schweizer Politiker und Journalist
- Casimir Funk (1884–1967), polnischer Biochemiker
- Casimir Oyé-Mba (1942–2021), gabunischer Politiker
- Casimir von Pászthory (1886–1966), ungarischer Komponist
- Casimir Ulrich Boehlendorff (1775–1825), kurländischer Schriftsteller, Dichter und Historiker
- Casimiro Marcó del Pont (1777–1819), spanischer Soldat und von 1815 bis 1818 der letzte Gouverneur Chiles

#### Form Kasimir
- Kasimir von Auer (1788–1837), preußischer Generalmajor
- Kasimir Edschmid (1890–1966), deutscher Schriftsteller
- Kasimir Fajans (1887–1975), polnisch-US-amerikanischer Chemiker
- Kasimir Graff (1878–1950), Hamburger Astronom
- Kasimir Mann (1910–1975), Grafiker und Maler
- Kasimir Pfyffer (1794–1875), Schweizer Jurist, Politiker und Publizist
- Kasimir Pochwalski (1855–1940), polnischer Bildnis-, Landschafts- und Genremaler sowie Hochschullehrer
- Kasimir Popkonstantinow (* 1942), bulgarischer Mittelalterarchäologe und Historiker
- Kasimir Anton von Sickingen (1684–1750), von 1743 bis 1750 Fürstbischof von Konstanz
- Kasimir Christoph Schmidel (1718–1792), deutscher Arzt und Botaniker
- Kasimir Felix Graf Badeni (1846–1909), Ministerpräsident des österreichischen Teils der k.u.k. Monarchie
- Kasimir Sewerinowitsch Malewitsch (1878–1935), russischer Maler

#### Form Kazimierz
- Kazimierz Ajdukiewicz (1890–1963), polnischer Philosoph und Logiker der Lemberg-Warschau-Schule
- Kazimierz Bafia (* 1976), polnischer Nordischer Kombinierer und Skispringer
- Kazimierz Chodakowski (1929–2017), polnischer Eishockeyspieler
- Kazimierz Dejmek (1924–2002), polnischer Theaterregisseur
- Kazimierz Deyna (1947–1989), polnischer Fußballspieler
- Kazimierz Dunin-Markiewicz (1874–1932), polnischer Porträt-, Genre- und Landschaftsmaler sowie Theaterregisseur
- Kazimierz Górski (1921–2006), polnischer Fußballspieler und -trainer
- Kazimierz Jonkisz (* 1948), polnischer Schlagzeuger des Modern Jazz
- Kazimierz Kuratowski (1896–1980), polnischer Mathematiker und Logiker
- Kazimierz Kutz (1929–2018), polnischer Regisseur und Politiker
- Kazimierz Łaski (1921–2015), polnisch-österreichischer Wirtschaftswissenschaftler
- Kazimierz Majdański (1916–2007), römisch-katholischer Theologe und Erzbischof von Stettin-Cammin
- Kazimierz Małachowski (1765–1845), polnischer General
- Kazimierz Marcinkiewicz (* 1959), konservativer polnischer Politiker und Ministerpräsident (2005–06)
- Kazimierz Mijal (1910–2010), polnischer Politiker, Dissident und antifaschistischer Widerstandskämpfer
- Kazimierz Nycz (* 1950), Erzbischof von Warschau
- Kazimierz Opaliński (1890–1979), polnischer Schauspieler und Theaterregisseur
- Kazimierz Paździor (1935–2010), polnischer Boxer
- Kazimierz Piechowski (1919–2017), polnischer Ingenieur und KZ-Häftling
- Kazimierz  Pułaski (1745–1779), polnischer Landadeliger und General im Amerikanischen Unabhängigkeitskrieg
- Kazimierz Sichulski (1879–1942), polnischer Maler, Zeichner und Hochschullehrer
- Kazimierz Sidorczuk (* 1967), polnisch-österreichischer Fußballtorhüter und -trainer
- Kazimierz Sosnkowski (1885–1969), polnischer Unabhängigkeitskämpfer, Truppenkommandeur und Politiker
- Kazimierz Stabrowski (1869–1929), polnischer Maler und Rektor der Kunstakademie in Warschau
- Kazimierz Twardowski (1866–1938), polnischer Philosoph und Logiker
- Kazimierz Urbaniak (* 1965), polnischer Biathlet
- Kazimierz Urbanik (1930–2005), polnischer Mathematiker

### Mittelname
- Friedrich Kasimir Kettler (1650–1698), Herzog von Kurland und Semgallen
- Johann Casimir von Häffelin (1737–1827), katholischer Theologe, bayerischer Kirchenpolitiker, Kardinal
- Johann Kasimir Kolbe von Wartenberg (1643–1712), preußischer Minister

### Familienname
- Alojz Kasimir (1853–1930), österreichischer Fotokünstler (Wien und Untersteiermark, Nachlass im Joanneum Graz)
- Auguste Casimir-Perier (1811–1876), französischer Diplomat und Staatsmann
- Daniel Casimir (Posaunist) (* 1967), deutscher Musiker und Komponist
- Daniel Casimir (Bassist) (* um 1990), britischer Musiker und Komponist
- Elsa Oeltjen-Kasimir (1887–1944), deutsch-slowenische Bildhauerin, Malerin und Grafikerin
- Fernand Casimir (1896–1985), französischer Kolonialbeamter
- Friedrich Kasimir (Pfalz-Zweibrücken-Landsberg) (1585–1645), Herzog von Pfalz-Landsberg
- Friedrich Casimir (Ortenburg) (Malergraf; 1591–1658), Graf von Ortenburg
- Friedrich Casimir (Hanau) (auch Friedrich Kasimir; 1623–1685), Graf von Hanau-Lichtenberg, Erbe der Grafschaft Hanau-Münzenberg
- Friedrich Casimir zu Lynar (1673–1716), Herr von Lübbenau
- Heidemarie Kasimir, deutsche Fußballspielerin
- Helmut Kasimier (1926–2013), deutscher Politiker (SPD)
- Hendrik Casimir (1909–2000), niederländischer Physiker
- Jean Casimir-Perier (1847–1907), französischer Politiker, Staatspräsident 1894/1895
- John Casimir (1898–1963), US-amerikanischer Klarinettist
- Josué Casimir (* 2001), französisch-haitianischer Fußballspieler
- Luigi Kasimir (1881–1962), österreichischer Maler und Graphiker
- Pierre-Richard Casimir (* 1970), haïtianischer Jurist, Diplomat und Politiker
- Robert Kasimir (1914–2002), österreichischer Maler und Graphiker
- Stevenson Casimir (* 1992), französischer Fußballspieler
- Tanna Kasimir-Hoernes (1887–1972), österreichische Grafikerin
- Vera Kasimir (* 1980), deutsche Filmschauspielerin

Siehe auch:
- Kazimierski (Polnischer Familienname, Patronym von Kazimierz)

### Sonstige Namensträger
- Der Waldkauz Kasimir ist prominenter Bewohner des Schlossparks Nymphenburg

## Literarische Figuren
- Kasimir und Karoline von Ödön von Horváth
- Albrecht Kasimir Bölckow, Protagonist aus Horst Hussels Hörspiel Musik aus Gägelow aus den Tagebüchern und Notenheften des Komponisten Albrecht Kasimir Bölckow (DLF/SWR 2002)
- Name des von den drei Männern gemeinsam errichteten Schneemannes in Erich Kästners Roman Drei Männer im Schnee

## Orte
- Kazimierz, Stadtteil von Krakau
- Kazimierz Dolny, beliebter Touristenort in Ostpolen
- Kazimierz, Ortsteil der Gemeinde Głogówek in Oberschlesien

## Entdeckungen
- Casimir-Effekt, ein Phänomen der Quantenmechanik